# Podivín (nádraží)
Podivín (Kostel–Podivín, od roku 1918 Podivín) je železniční stanice na trati Břeclav–Brno v km 94,207, původně odbočné trati z c. k. privilegované Severní dráhy císaře Ferdinanda (SDCF).

## Historie
První jednokolejná odbočná trať SDCF vedla z Břeclavi do Brna. Jako první byl mezi Rajhradem a Brnem postaven krátký úsek, na němž v roce 1838 vykonala první zkušební jízdu 11. listopadu 1838 lokomotiva Moravia, kterou řídil vrchní inženýr stavby Carl von Ghega. Ve dnech 15. a 16. prosince téhož roku bylo provedeno několik propagačních jízd s cestujícími mezi Brnem a Rajhradem. Úsek mezi Brnem a Břeclaví byl zprovozněn 7. července 1839. Trať byla zdvoukolejněna v letech 1930–1936 a upravena pro rychlost 130 km/h pro Slovenskou strelu. Dne 21. prosince 1950 došlo u Podivína k vážné nehodě. Elektrizována byla v roce 1967.
Na úseku mezi Hrušovany u Brna a Podivínem bývají za mimořádných bezpečnostních opatření prováděny rychlostní zkoušky nových vozidel. Dne 18. listopadu 2004 zde jednotka řady 680 Pendolino vytvořila český rychlostní rekord 237 km/h, za což ale následovala pokuta Drážního úřadu, který povolil zkoušky pouze do 230 km/h.

## Stanice
Stanice byla přestavěna v roce 1872 podle návrhu Theodora Hoffmanna. Patrová budova v neoklasicistním slohu byla tvořena patrovým středovým traktem s bočními přízemními křídly se sedlovou střechou. V přízemí byly umístěny dopravní a telegrafní kanceláře, vestibul, jízdenkové pokladny, dvě čekárny, pošta, nocležna pro vlakový personál, kanceláře přednosty stanice a pomocníka telegrafisty a byt skladmistra. V patře byly umístěny byty přednosty a staničního úředníka. V roce 1974 byla drážní budova rekonstruována. Úprava budovy doznala rozsáhlé změny. Byla odstraněna sedlová střecha a nahrazena rovnou střechou, původní členěná fasáda nahrazena hladkou brizolitovou omítkou, vsazena nová moderní okna. Na místě zbořených záchodů byla postavena technologická budova zabezpečovacího zařízení.
Stanice je dálkově řízená z CDP Přerov.

## Služby ve stanici
V železniční stanici jsou cestujícím poskytovány tyto služby: validátor jízdenek, bezbariérové WC, čekárna.